# 穆罕默德·乌斯曼·迪布莱
穆罕默德·乌斯曼·迪布莱（1908年6月13日—1981年2月8日），是信德语文学家、新闻记者。巴基斯坦总统佩尔韦兹·穆沙拉夫将军于2004年3月23日追授他工作荣耀奖。
他出生在信德省迪布洛的一个中产阶级家庭。由于家庭传统，他不得不经商，他甚至没有完成他的教育。他还学习了古吉拉特语、印地语、果鲁穆奇语、乌尔都语、英语和波斯语。二战之前，他创立了伊斯兰出版社，古兰经出版社、Islami Dar-ul- Ishaat、Adar-i-Insanyat和迪布莱学院。